# إيرنست أكواساغا
إيرنست أكواساغا (بالفرنسية: Ernest Akouassaga)‏ (16 سبتمبر 1985 الغابون - ) هو لاعب كرة قدم غابوني، شارك في كأس الأمم الأفريقية 2010.

## روابط خارجية
- إيرنست أكواساغا على موقع الاتحاد الدولي (مؤرشف)  (الإنجليزية)
- إيرنست أكواساغا على موقع قاعدة بيانات كرة القدم.إي يو (الإنجليزية)
- إيرنست أكواساغا على موقع ليكيب (الفرنسية)
- إيرنست أكواساغا على موقع ناشيونال فوتبول تيمز (الإنجليزية)